# Baïan (1911)
Pour les articles homonymes, voir Bayan (homonymie).
Le Baïan (en russe : Баянь) est le troisième des quatre croiseurs cuirassés de la classe Baïan construits pour la marine impériale de Russie au début du XXe siècle. Affecté à la flotte de la Baltique, il est modifié en mouilleur de mines peu après le début de la Première Guerre mondiale. Il participe à plusieurs confrontations mineures avec les navires allemands, notamment la bataille de l'île de Gotland. Fin 1917, il participe à la bataille du détroit de Muhu durant l'opération Albion, durant laquelle il est endommagé. Le Baïan est finalement retiré du service en 1918 et vendu pour démolition en 1922.